# Mladi g. Lincoln
Mladi g. Lincoln ( engl. Young Mr. Lincoln) je biografska drama  Johna Forda iz 1939. s  Henryjem Fondom u ulozi američkog predsjednika  Abrahama Lincolna.

## Radnja
Priča prati mladog Lincolna, kad počinje raditi kao odvjetnik u Springfieldu. Ubrzo postaje branitelj u slučaju dvojice mladića optuženih za ubojstvo, a jedini svjedok je netko tko tvrdi da ih je vidio pod mjesečinom.
Obitelj koja putuje kroz New Salem svraća u Lincolnovu trgovinu po namirnice, a jedina vrijedna stvar koju imaju za razmjenu je knjiga o pravu. Lincoln razgovara o svojim ambicijama s mladom ženom, Ann Rutledge. Ona umire. On se seli u okolicu Springfielda, novog glavnog grada države, i otvara svoj ured s prijateljem. Sastaje se s mladom ženom koja dolazi iz Kentuckyja, koja nije baš rođena u kolibi, Mary Todd. 4. srpnja, na pikniku za Dan zahvalnosti, ubijen je čovjek. Lincoln zaustavlja razjarenu rulju koja je odlučila linčovati ubojicu, rekavši im kako mu stvarno trebaju ti klijenti za njegov prvi pravi slučaj.

## Zanimljivosti
- Henry Fonda isprva nije htio ulogu, rekavši kako se ne osjeća spremnim tumačiti takvu veliku ličnost, ali se predomislio tijekom probnog snimanja. Toliko su mu se svidjeli rezultati da je rekao u intervjuu kako je to bilo kao da je glumio Isusa.
- Film je bio debi još jednog velikog karakternog glumca,  Warda Bonda.
- Priča filma temeljila se na ubojstvu koje je se dogodilo u Springfieldu 1857., a Lincoln je branio Williama "Duffa" Armstronga, koji je oslobođen optužbi za ubojstvo.
- U kratkoj sceni Lincoln se sastaje s vrlo mladim  Johnom Wilkesom Boothom, svojim budućim ubojicom.
- Ironično, film je poslužio kao inspiracija  sovjetskom redatelju i propagandistu, Sergeju Ejzenštejnu, za njegov film Ivan Grozni.
- Scenarist Lamar Trotti bio je nominiran za Oscara za najbolju priču.

## Vanjske poveznice
- Mladi g. Lincoln u internetskoj bazi filmova IMDb-a
- Criterion Collection essay by Geoffrey O'Brien  Arhivirana inačica izvorne stranice od 29. rujna 2007. (Wayback Machine)